# L. J. van Zyl
Pour les articles homonymes, voir van Zyl.
Louis Jacobus van Zyl souvent abrégé L. J. van Zyl selon son propre choix (né le 20 juillet 1985 à Bloemfontein) est un athlète sud-africain spécialiste du 400 mètres haies.

## Carrière sportive

### Débuts
En 2001, L. J. van Zyl est sélectionné pour les championnats du monde cadets à Debrecen avec le temps le plus rapide à 15 ans sur 400 mètres haies hautes. Favori pour l'or, il est néanmoins disqualifié pour avoir laissé trainé sa jambe,.
Âgé de 16 ans seulement et à un jour de son anniversaire, L. J. van Zyl remporte sur 400 mètres haies la médaille d'or des Championnats du monde junior de Kingston, en Jamaïque, établissant avec le temps de 48 s 89 un nouveau record de la compétition. Deux ans plus tard, aux Mondiaux juniors de Grossetto, le Sud-Africain échoue au pied du podium en individuel mais termine troisième du relais 4 × 400 m.
Sixième des Championnats du monde 2005 d'Helsinki, il termine 3e de la Finale mondiale de l'athlétisme 2005 disputée en fin de saison à Monaco en améliorant son meilleur temps sur 400 m haies en 48 s 11. Il remporte en mars 2006 deux médailles lors des Jeux du Commonwealth de Melbourne : l'or sur 400 m haies et l'argent en relais 4 × 400 m. En août, il termine 2e de la Finale mondiale de l'athlétisme de Stuttgart. Le 21 juillet 2007, Van Zyl remporte en 48 s 74 le 400 m haies des Jeux panafricains d'Alger qui voit trois sud-africains aux trois premières places.
Sélectionné dans l'équipe d'Afrique du Sud pour les Jeux olympiques d'été de 2008 à Pékin, L. J. van Zyl termine 5e de la finale du 400 m haies avec le temps de 48 s 42.

### La confirmation (2010 - 2011)
En 2010, il remporte les Championnats d'Afrique pour la troisième fois consécutive et se classe deuxième des Jeux du Commonwealth.
En début de saison 2011, il établit un nouveau record d'Afrique du Sud du 400 m haies en signant le temps de 47 s 66 lors du meeting de Tshwane, près de Pretoria. Il améliore de 15 centièmes de seconde la meilleure marque nationale détenue depuis les jeux olympiques de 2000 par son compatriote Llewellyn Herbert. Un mois plus tard à Germiston, en altitude, Van Zyl descend pour la première fois de sa carrière sous les 45 secondes sur 400 mètres plat en établissant le temps de 44 s 86.
Il participe au circuit de la Ligue de Diamant 2011 et remporte les deux premiers meetings, le Qatar Athletic Super Grand Prix de Doha puis le Golden Gala de Rome où il se rapproche de son record de la saison (47 s 91).
Bien que détenant la meilleure performance mondiale de l'année sur la distance, il finit 3e de la finale du 400 m haies des Championnats du monde 2011 en 48 s 80 derrière David Greene et Javier Culson. Aligné par ailleurs dans l'épreuve du relais 4 × 400 mètres, il remporte la médaille d'argent aux côtés de Shane Victor, Ofentse Mogawane et Willem de Beer, dans le temps de 2 min 59 s 87, s'inclinant finalement face à l'équipe des États-Unis.
Le 20 mai 2016, van Zyl s'impose au Golden Spike Ostrava en 48 s 67, son meilleur temps de la saison.

## Palmarès

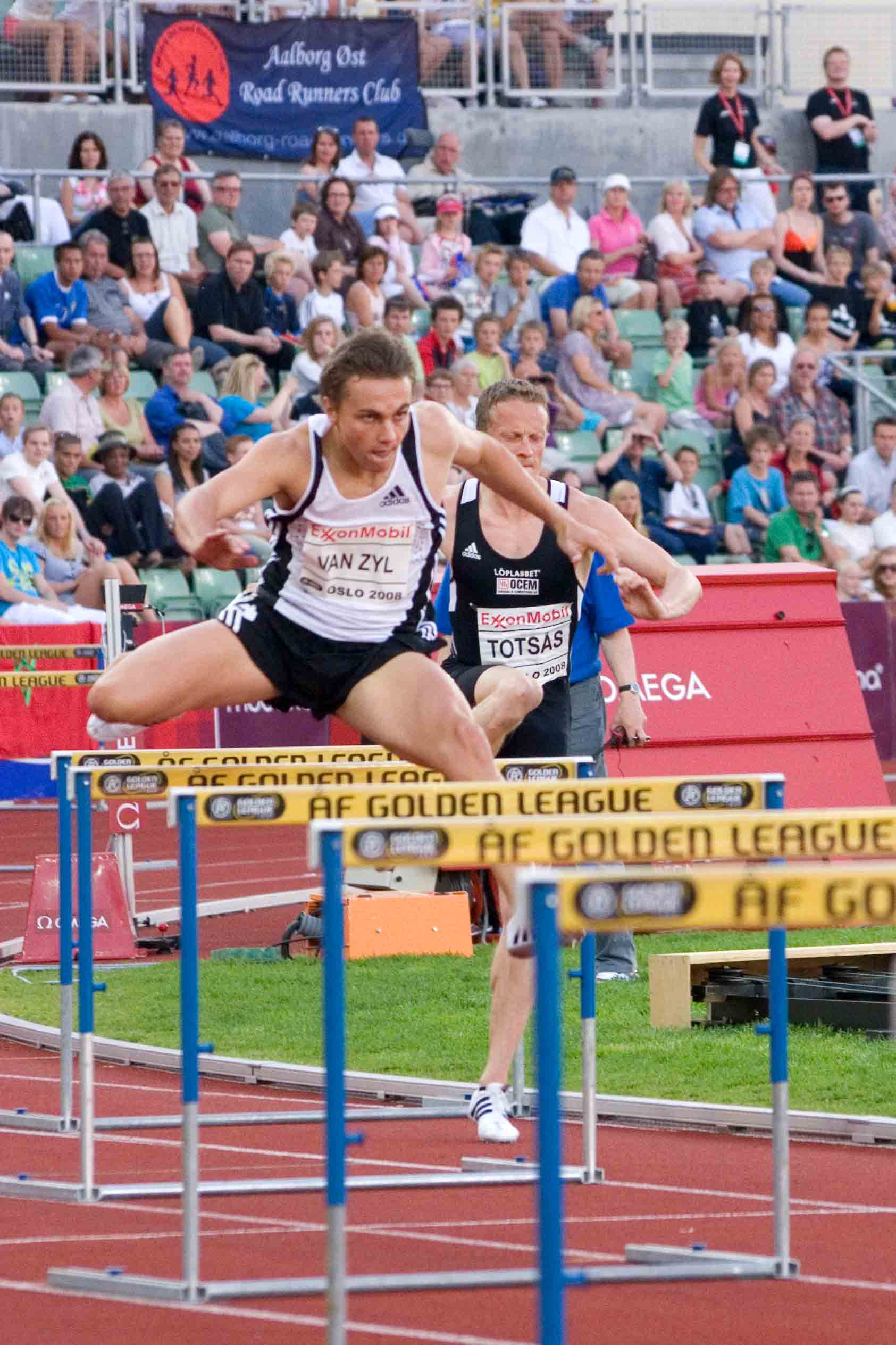
L. J. van Zyl lors des Bislett Games 2008.

| Date | Compétition                     | Lieu             | Résultat | Épreuve     |
| ---- | ------------------------------- | ---------------- | -------- | ----------- |
| 2002 | Championnats du monde juniors   | Kingston         | 1er      | 400 m haies |
| 2004 | Championnats du monde juniors   | Grosseto         | 4e       | 400 m haies |
| 2004 | Championnats du monde juniors   | Grosseto         | 3e       | 4 × 400 m   |
| 2005 | Championnats du monde           | Helsinki         | 6e       | 400 m haies |
| 2005 | Finale mondiale                 | Monaco           | 3e       | 400 m haies |
| 2006 | Jeux du Commonwealth            | Melbourne        | 1er      | 400 m haies |
| 2006 | Jeux du Commonwealth            | Melbourne        | 2e       | 4 × 400 m   |
| 2006 | Championnats d'Afrique          | Bambous          | 1er      | 400 m haies |
| 2006 | Finale mondiale de l'athlétisme | Stuttgart        | 2e       | 400 m haies |
| 2006 | Coupe du monde des nations      | Athènes          | 2e       | 400 m haies |
| 2007 | Jeux panafricains               | Alger            | 1er      | 400 m haies |
| 2008 | Championnats d'Afrique          | Addis-Abeba      | 1er      | 400 m haies |
| 2008 | Championnats d'Afrique          | Addis-Abeba      | 1er      | 4 × 400 m   |
| 2008 | Jeux olympiques                 | Pékin            | 5e       | 400 m haies |
| 2009 | Finale mondiale                 | Thessalonique    | 2e       | 400 m haies |
| 2010 | Championnats d'Afrique          | Nairobi          | 1er      | 400 m haies |
| 2010 | Jeux du Commonwealth            | New Delhi        | 2e       | 400 m haies |
| 2011 | Championnats du monde           | Daegu            | 3e       | 400 m haies |
| 2011 | Championnats du monde           | Daegu            | 2e       | 4 × 400 m   |
| 2012 | Jeux olympiques                 | Londres          | 8e       | 4 × 400 m   |
| 2015 | Ligue de diamant                | Ligue de diamant | 4e       | 400 m haies |
| 2016 | Championnats d'Afrique          | Durban           | 4e       | 400 m haies |
| 2016 | Championnats d'Afrique          | Durban           | 3e       | 4 × 400 m   |
| 2016 | Ligue de diamant                | Ligue de diamant | 3e       | 400 m haies |
| 2017 | Ligue de diamant                | Ligue de diamant | 7e       | 400 m haies |
| 2018 | Jeux du Commonwealth            | Gold Coast       |          | 400 m haies |

## Records
| Épreuve     | Performance | Lieu      | Date            |
| ----------- | ----------- | --------- | --------------- |
| 400 m haies | 47 s 66     | Tshwane   | 26 février 2011 |
| 400 m       | 44 s 86     | Germiston | 26 mars 2011    |

## Vie privée
Il est le mari de l'athlète Irvette van Blerk.